# Фервуд (Мериленд)
Фервуд (енгл. Fairwood) насељено је место без административног статуса у америчкој савезној држави Мериленд.

## Демографија
По попису из 2010. године број становника је 5.031.
| Група             | 2000.    | 2010.         |
| Белци             | 0 (0,0%) | 505 (10,0%)   |
| Афроамериканци    | 0 (0,0%) | 3.804 (75,6%) |
| Азијати           | 0 (0,0%) | 373 (7,4%)    |
| Хиспаноамериканци | 0 (0,0%) | 207 (4,1%)    |
| Укупно            | 0        | 5.031         |